# (9525) Amandasickafoose
(9525) Amandasickafoose est un astéroïde de la ceinture principale.

## Description
(9525) Amandasickafoose est un astéroïde de la ceinture principale. Il fut découvert le 1er mars 1981 à Siding Spring par Schelte J. Bus. Il présente une orbite caractérisée par un demi-grand axe de 2,46 UA, une excentricité de 0,10 et une inclinaison de 7,5° par rapport à l'écliptique.

## Compléments